# 정석원 (배우)
정석원(鄭錫元, 1985년 5월 16일 ~ ) 은 대한민국의 배우이다.
2015년 영화 《대호》에서 일본 배우 오스기 렌과 호흡 을 맞추며 일본군 장교 류 역 을 맡아 묵직 한 존재 감 을 드러냈다.

## 사건 사고

### 마약 투약 사건
2018년 2월 8일, 호주 여행 중 술집화장실에서 고등학교 동창 김모 씨와 필로폰 (마약) 을 투여한 혐의로 인천국제공항에서 체포되어 재판에서 징역 10개월, 집행유예 2년을 선고받았다. 그리고 마약 투약으로 인해 결국 2020년 9월 4일 자로 KBS·EBS·MBC 영구출연정지 명단에 올랐다.

## 학력
- 1998년 인천검단초등학교 졸업
- 2001년 제물포중학교 졸업
- 2004년 대인고등학교 졸업
- 2009년 경기대학교 문예창작학과 졸업

## 출연작

### 드라마
- KBS 《아름다운 시절》(2007 ~ 2008)
- KBS 《대왕 세종》(2008)
- SBS 《물병자리》(2008)
- SBS 《워킹맘》(2008) ... 수영장 안전요원 역
- KBS 《그들이 사는 세상》(2008)
- SBS 《찬란한 유산》(2009) ... 진영석 역
- MBC 《인연만들기》(2009) ... 정규한 역
- SBS 《닥터 챔프》(2010) ... 유상봉 역
- KBS 《KBS 드라마 스페셜 연작 시리즈 - 화이트 크리스마스》(2011년) ... 윤종일 역
- SBS 《마이더스》(2011) ... 강재범역
- KBS 《오작교 형제들》(2011~2012) ... 김재하 역
- KBS 《해운대 연인들》(2011) ... 최준혁 역
- SBS 《옥탑방 왕세자》(2012) ... 우용술 역
- KBS 《아이리스 2》(2013) ... 젊은 백산 역
- MBC 《미스터 백》(2014) ... 정이건 역
- tvN 《써클: 이어진 두 세계》(2017) ... 남 본부장 역
- OCN 《나쁜 녀석들 : 악의 도시》(2017) ... 서일강 역
- 디즈니 + 《커넥트》 (2022) ... 은표 역

### 영화
- 《신기전》(2008)
- 《강철중》(2008)
- 《숙명》(2008)
- 《사물의 비밀》(2011) - 대학생 이우상 역
- 《짐승》(2011) - 해병대 특수수색대 강태훈 소위 역
- 《R2B:리턴투베이스》(2012) - 공정통제사(CCT)요원 최민호 중사 역
- 《서부전선》(2015) - 상위 역
- 《대호》(2015) - 류 역
- 《프리즌》(2017) - 황범모 역
- 《출국》(2018) - 배경수 역
- 《자전차왕 엄복동》(2019) - 카츠라 역
- 《올빼미》(2022) - 내금위장 역

### 뮤직비디오
- 박규리 - 백일몽 (2012)

## 예능
- SBS 《정글의 법칙 in 뉴질랜드》(2013)